# Хорвати (округ Кошиці-околиця)
Хорвати (словац. Chorváty) — село в окрузі Кошиці-околиця Кошицького краю Словаччини. Площа села 3,3 км². Станом на 31 грудня 2016 року в селі проживало 94 жителі.
Протікає потік Стара Бодва.

## Історія
Перші згадки про село датуються 1247 роком.

## Населення
| Рік:            | 1994. | 2004.    | 2014.   | 2024. |
| --------------- | ----- | -------- | ------- | ----- |
| Кількість осіб: | 113   | 97       | 100     | 99    |
| Різниця:        |       | -14,15 % | +3,09 % | -1 %  |

| Рік:            | 2023. | 2024. |
| --------------- | ----- | ----- |
| Кількість осіб: | 99    | 99    |
| Різниця:        |       | +0 %  |